# جون شي (لاعب كرة قاعدة)
جون شي (بالإنجليزية: John Shea) هو لاعب كرة قاعدة أمريكي، ولد في 27 ديسمبر 1904، وتوفي في 30 نوفمبر 1956.